# Hołowczyn
Hołowczyn (biał. Галоўчын) – agromiasteczko na Białorusi, w obwodzie mohylewskim w rejonie białynickim. Miasteczko znalazło się na trasie przemarszu i postoju wojsk w czasie bitwy pod Szepielewiczami w okresie wojny polsko-rosyjskiej 1654-1667.
Hołowczyn był prywatnym miastem szlacheckim położonym w końcu XVIII wieku w hrabstwie hołowczyńskim w powiecie orszańskim województwa witebskiego. Należał do książąt Hołowczyńskich herbu Łabędź, którzy od nazwy tej miejscowości wywodzą swe nazwisko.